# Shebang
Shebang (grafisch: #!) is een single van Jerome Froese. De ep bevatte twee nieuwe werkjes van de zoon van Edgar Froese, alsmede een nieuwe versie van At Mariana Trench van zijn eerdere album Neptunes. Daarna werd het weer stil rondom Jerome Froese, waarschijnlijk als gevolg van het overlijden van zijn vader in januari 2015.

## Muziek
| Nr. | Titel                              | Duur |
| --- | ---------------------------------- | ---- |
| 1.  | 1. ! (Shebang)                     | 6:44 |
| 2.  | 640 KB                             | 6:45 |
| 3.  | At Mariana Trench (Surfaced! 2014) | 5:23 |